# Edvard Gelin
Edvard Valentin Gelin (i riksdagen kallad Gelin i Karlstad), född 25 januari 1853 i Gesäters socken, Älvsborgs län,  död 27 augusti 1927 i Karlstads stadsförsamling, Värmlands län, var en svensk folkskollärare och politiker (liberal).
Edvard Gelin tog folkskollärarexamen i Karlstad 1877 och arbetade där som folkskollärare eller tillsynslärare från och med 1881. Han var också ledamot av Karlstads stadsfullmäktige 1904-1916 och av Värmlands läns landsting 1910-1913.
Han var riksdagsledamot i första kammaren för Värmlands läns valkrets 1915-1917 och tillhörde Frisinnade landsföreningens riksdagsgrupp Liberala samlingspartiet. I riksdagen var han bland annat suppleant i första tillfälliga utskottet 1915-1917.